# Algidia cuspidata
Algidia cuspidata är en spindeldjursart. Algidia cuspidata ingår i släktet Algidia och familjen Triaenonychidae.

## Underarter
Arten delas in i följande underarter:
- A. c. cuspidata
- A. c. multispinosa